# Фахім Анварі
Фахім Анварі (1 січня 1999) — афганський плавець.
Учасник Олімпійських Ігор 2020 року, де в попередніх запливах на дистанції 50 метрів вільним стилем посів 69-те місце і не потрапив до півфіналів.